# Luton South (circonscription britannique)
Pour les articles homonymes, voir Luton (homonymie).
Circonscription parlementaire de la Chambre des communes
La circonscription de Luton South est une circonscription électorale anglaise située dans le Bedfordshire et représentée à la Chambre des communes du Parlement britannique.

## Géographie
La circonscription comprend:
- La partie sud de la ville de Luton

## Députés
Les Members of Parliament (MPs) de la circonscription sont:
| Législature                                                       | Années          | Député       | Député                   | Parti                 |
| ----------------------------------------------------------------- | --------------- | ------------ | ------------------------ | --------------------- |
| Luton South issue de Luton East, South Bedfordshire et Luton West |                 |              |                          |                       |
| 49e                                                               | 1983–1987       |              | Graham Bright            | Conservateur          |
| 50e                                                               | 1987–1992       |              | Graham Bright            | Conservateur          |
| 51e                                                               | 1992–1997       |              | Graham Bright            | Conservateur          |
| 52e                                                               | 1997–2001       |              | Margaret Moran           | Travailliste          |
| 53e                                                               | 2001–2005       |              | Margaret Moran           | Travailliste          |
| 54e                                                               | 2005–2010       |              | Margaret Moran           | Travailliste          |
| 55e                                                               | 2010–2015       | Gavin Shuker | Travailliste Co-operatif |                       |
| 56e                                                               | 2015–2017       | Gavin Shuker | Travailliste Co-operatif |                       |
| 57e                                                               | 2017–2019       | Gavin Shuker | Travailliste Co-operatif |                       |
| 57e                                                               | fév.-juin 2019  | Gavin Shuker |                          | Change UK             |
| 57e                                                               | juin-juil. 2019 | Gavin Shuker |                          | Indépendant           |
| 57e                                                               | juil.-déc. 2019 | Gavin Shuker |                          | The Independents (en) |
| 58e                                                               | 2019-Présent    |              | Rachel Hopkins           | Travailliste          |

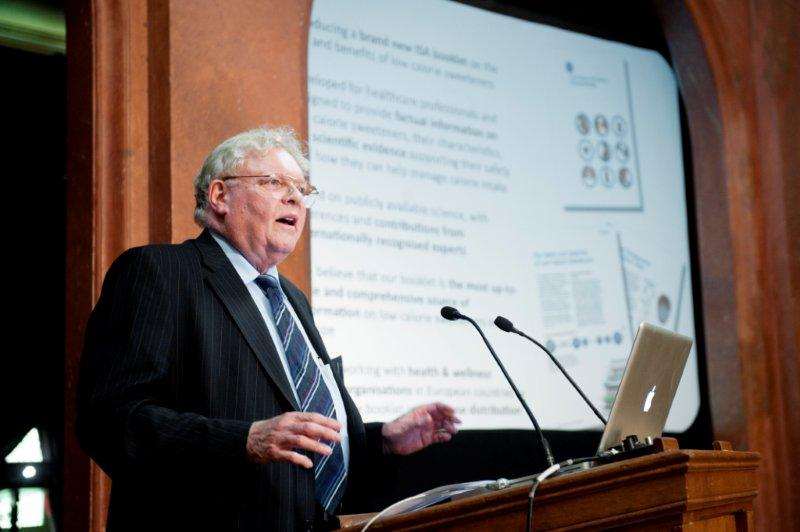
Graham Bright (1983-1997)
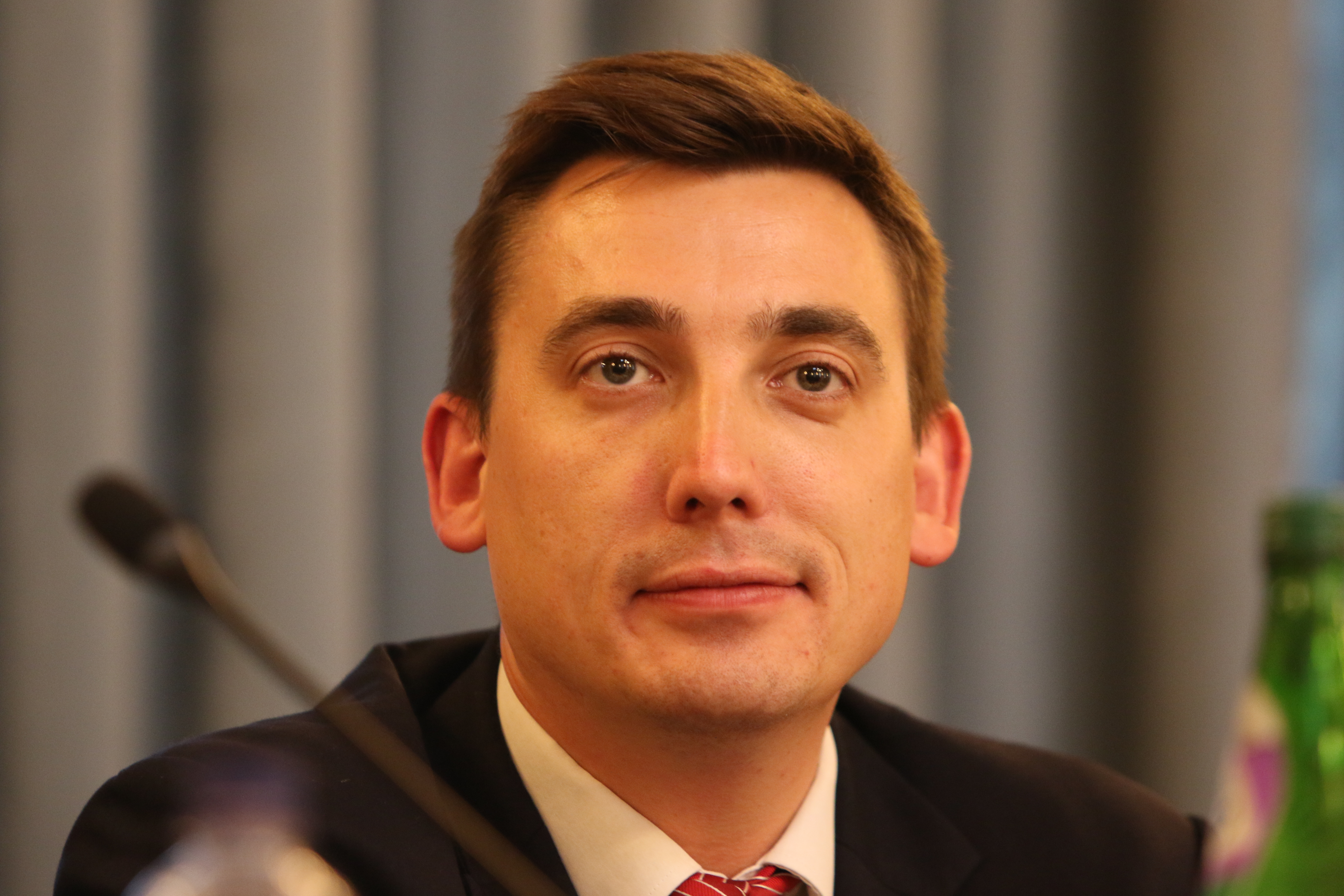
Gavin Shuker (2010-Présent)